# Olena Kostevyč
Olena Dmytrivna Kostevyč (in ucraino Олена Дмитрівна Костевич?; traslitterazione anglosassone Olena Dmytrivna Kostevych; Chabarovsk, 14 aprile 1985) è una tiratrice a segno ucraina, vincitrice di una medaglia d'oro ai Giochi olimpici di Atene 2004.

## Palmarès

### Giochi olimpici
- 4 medaglie:
  - 1 oro (pistola 10 metri aria compressa a Atene 2004).
  - 3 bronzi (pistola 10 metri aria compressa, pistola 25 metri a Londra 2012 e pistola 10 m ariacompressa a squadre a Tokyo 2020).

### Campionati mondiali
- 1 medaglia:
  - 1 oro (pistola 10 metri aria compressa a Lahti 2002).

### Campionati europei
- 6 medaglie:
  - 4 argenti (pistola 10 metri aria compressa a Göteborg 2003; pistola 10 metri aria compressa a Gyor 2004; pistola 10 metri aria compressa a Vierumäki 2012; pistola 10 metri aria compressa a squadre a Odense 2013);
  - 2 bronzi (pistola 10 metri aria compressa a Brescia 2011; pistola 10 metri aria compressa mista a Odense 2013).

### Campionati europei juniores
- 3 medaglie:
  - 2 ori (pistola 10 metri aria compressa a Pontevedra 2001; pistola 10 metri aria compressa a Salonicco 2002).
  - 1 bronzo (pistola 25 metri a Plzeň 2000).